# Agenzia di Malwa
L'Agenzia di Malwa (in inglese: Malwa Agency) era una agenzia dell'India britannica.

## Storia
L'Agenzia di Malwa venne costituita nel 1895 con gli stati principeschi della regione del Malwa settentrionale, formalmente sottoposta all'autorità dell'agente britannico ad Indore, e dopo l'abolizione dell'Agenzia del Malwa Occidentale che era stata una sotto-agenzia dell'Agenzia dell'India Centrale sino dal 1854.
Gli Stati Dewas (Senior & Junior) vennero aggiunti all'Agenzia di Malwa nel 1907. Nel 1925 l'Agenzia di Malwa venne unita all'Agenzia di Bhopawar per formare l'Agenzia di Malwa e Bhopawar, rinominata poi nel 1927 in Agenzia degli Stati Meridionali e di Malwa. Gli Stati Dewas vennero trasferiti all'Agenzia di Bhopal nel 1931 e nel 1934 l'agenzia prese ancora una volta il nome di Agenzia di Malwa.
Dopo l'indipendenza indiana nel 1947, i governanti di questi stati entrarono tutti a far parte dell'Unione Indiana e si ritrovarono parte del nuovo stato di Madhya Bharat. Madhya Bharat venne unito per formare il Madhya Pradesh il 1 novembre 1956.

## Stati principeschi
L'agenzia includeva i seguenti stati:
Salute states, in ordine di precedenza :
- Jaora, titolo di Nawab, saluto ereditario con 13 colpi di cannone a salve
- Ratlam, titolo di Maharaja, saluto ereditario con 11 colpi di cannone a salve (13 locali)
- Jhabua, titolo di Raja, saluto ereditario con 11 colpi di cannone a salve
- Sitamau, titolo di Raja, saluto ereditario con 11 colpi di cannone a salve
- Sailana, titolo di Raja, saluto ereditario con 11 colpi di cannone a salve

Non-salute states:
- Piploda, titolo di Rao (originariamente Thakur)
- Panth-Piploda

L'agenzia comprendeva inoltre porzioni dello Stato di Gwalior, dello Stato di Indore, dello Stato di Tonk e degli Stati Dewas (Senior & Junior).